# Ajancingenia
Ajancingenia – rodzaj niewielkiego teropoda z grupy owiraptorozaurów, występującego na terenach dzisiejszej Mongolii pod koniec kredy, około 76-68 mln lat temu. Wszystkie znane szczątki tego dinozaura pochodzą z czerwonych warstw Khermeen Tsav (Mongolia).

## Budowa
Ajancingenia posiadała trójpalczaste kończyny przednie, z czego pazur pierwszy był najdłuższy i najbardziej zakrzywiony. Drugi i trzeci palec były mniejsze, a ich pazury tylko lekko zakrzywione. Kość biodrowa tego teropoda jest płytka. Pazury „rąk” tego tetanura są znacznie dłuższe, niż przedostatnie kości palców (paliczki). Ajancingenia miała bardzo zredukowane palce kończyn przednich. Pierwsza kość śródręcza krótka. Drugi palec i palec serdeczny są też wąskie. Na podniebieniu tego teropoda znajdują się wypustki, które mogły służyć do miażdżenia muszli mięczaków bądź skorup jaj. Tymczasem żuchwa jest bezzębna. Dieta ajancingenii jest nieznana. Wokół gniazda owiraptorozaura Citipati sp. znaleziono czaszki młodych troodontów. Tymczasem obok szkieletu innego owiraptorozaura – kaudipteryksa znaleziono gastrolity. Najprawdopodobniej Ajancingenia była wszystkożercą. Miała ona niewielki grzebień, znajdujący się na przodzie czaszki.

## Materiał kopalny
Obecnie jest znanych sześć okazów należących do tego teropoda. Holotyp (IGM 100/30) składa się z kości ciemieniowej, puszki mózgowej, żuchwy, dziewięciu kręgów szyjnych, czternastu kręgów grzbietowych, żeber, kości krzyżowej, trzydziestu kręgów ogonowych, dwunastu szewronów, kości łopatkowo-kruczych, kości życzeń, mostku (72 mm), kości ramiennej, kości promieniowej, kości łokciowej, kości śródręcza I, paliczki I-1, pazura „ręki” I, kości śródręcza II, paliczek II-1, paliczki II-2, pazura „ręki” II, kości śródręcza III, paliczki III-1, paliczki III-2, paliczki III-3, pazura „ręki” III, kości biodrowej, kości łonowej, kości kulszowej, kości udowej (228 mm), kości piszczelowej (281 mm), kości strzałkowej, kości skokowych, kości piętowych, kości śródstopia I, kości śródstopia II, paliczki II-1, paliczki II-2, pazury stopy II, kości śródstopia III (125 mm), paliczki III-1, paliczki III-2, paliczki III-3, pazury stopy III, kości śródstopia IV, paliczki IV-1, paliczki IV-2, paliczki IV-3, paliczki IV-4, pazury stopy IV.
Pochodzi on z senonu (nieformalnej jednostki stratygraficznej późnej kredy, do której najczęściej zalicza się santon, kampan i mastrycht). Został on znaleziony w górnej części Barngoyotsku (Hermintsav).
Paratyp oznaczony jako IGM 100 / 31 składa się z kawałka antependium, kości ciemieniowej, ośmiu kręgów krzyżowych, kości biodrowej, kości biodrowej, kości kulszowej, kości udowej, kości piszczelowej, kości strzałkowej.
Paratyp znany jako IGM 100 / 32 składa się z kręgów szyjnych, dwudziestu siedmiu kręgów ogonowych, kość księżycowata, kości śródręcza i śródstopia.
Do paratypu oznaczonego jako IGM 100/33 należą następujące kości: dziewiętnaście kręgów ogonowych, płyty mostka (60 mm), kość życzeń, kość biodrowa, kość łonowa, kość kulszowa, kość udowa, kość piszczelowa, kość strzałkowa. Pochodzi on z senonu. Został znaleziony w górnej części Barngoyotsku (Hermintsav). Znane są gniazda i embriony należące do tego zwierzęcia. Najprawdopodobniej podobnie jak ptaki i inne owiraptorozaury wysiadywał swoje jaja.

## Klasyfikacja

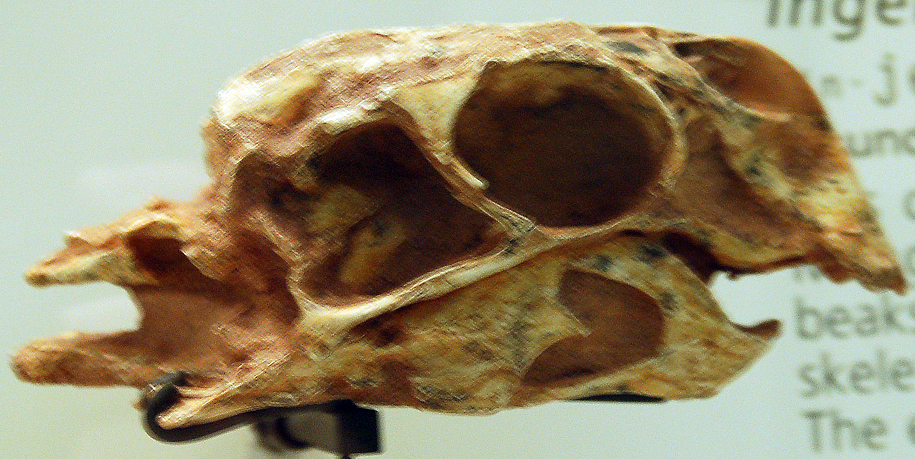
Czaszka ajancingenii wystawiana w American Museum of Natural History (Nowy Jork)

Dinozaur został opisany w 1981 roku Rinczena Barsbołda pod nazwą Ingenia yanshini. Nazwa rodzajowa pochodziła od miejsca znalezienia pierwszych skamieniałości tego teropoda – Ingen Khoboor, a epitet naukowy honoruje A. L. Yanshina. Nazwę rodzajową Ingenia otrzymał jednak już wcześniej nicień Ingenia mirabillis (Gerlach, 1957), co stworzyło konieczność nadania dinozaurowi nowej nazwy rodzajowej. W 2013 roku Jesse Easter nadał owiraptorozaurowi nową nazwę rodzajową Ajancingenia. Natomiast Funston i współpracownicy (2018) uznali rodzaj Ajancingenia za młodszy synonim rodzaju Heyuannia, utrzymując jednocześnie A. yanshini jako odrębny gatunek w obrębie rodzaju Heyuannia.
Ajancingenia yanshini jest umieszczona w podrodzinie Ingeniinae razem z Heyuannia, konchoraptorem i khaanem. Klad Oviraptorosauria, do którego należy, jest blisko spokrewniony z ptakami. U przedstawicieli tej grupy występuje wiele cech łączących je z ptakami (budowa obojczyka, pygostyl itp.). Stwierdzono również, że owiraptorozaury tak samo jak ptaki wysiadywały jaja. Niektórzy badacze uważają owiraptorozaury za ptaki. T. Maryańska, H. Osmólska i M. Wolsan uznają owiraptorozaury za wtórnie nielotne ptaki, jednak analiza kladystyczna Turnera i innych z 2007 r. klasyfikuje je jako nieptasie maniraptory.